# Donavan Brazier
Donavan Brazier (* 15. dubna 1997) je americký atlet, běžec na střední trati, který se specializuje především na běh na 800 metrů. V současnosti je držitelem amerického národního juniorského rekordu v běhu na 800 metrů a zároveň halovým světovým rekordmanem na méně vypisované distanci 600 metrů (časem 1:13,77 min., vytvořeném 24. února 2019 v New Yorku).

## Osobní rekordy
- Běh na 400 metrů - 47,02 s. (2016)
- Běh na 800 metrů - 1:42,34 min. (1. říjen 2019, Chalífův mezinárodní stadion, Dauhá), NR, AR

### V hale
- Běh na 400 metrů - 46,91 s. (2018)
- Běh na 600 metrů - 1:13,77 min. SR (2019)
- Běh na 800 metrů - 1:44,21 min. (13. únor 2021, New York), NR, AR